# 96 heures
96 heures ist ein französischer Kriminalfilm von Frédéric Schoendoerffer aus dem Jahr 2014.

## Inhalt
Carré ist der Chef der BRB (Brigade de répression du banditisme), die vor fünf Jahren den Gangsterboss Victor Kancel hochnehmen konnte. Kancel, der drei Jahre seiner Strafe abgesessen hat, gelingt mit Hilfe von Komplizen die Flucht aus dem Gefängnis. Kancel lässt Carré entführen, nicht um sich an ihm zu rächen, sondern um aus ihm den Namen desjenigen zu pressen, der ihn damals verraten hat, und dem er seine Verurteilung verdankt. Carré wird von der Bande in einer Villa bei Paris gefangengehalten, wo das „Verhör“ durch Kancel stattfindet. Das Verhör soll 96 Stunden dauern, so lange wie ein derartiges – legales – Verfahren gemäß der französischen Strafprozessordnung maximal dauern darf.
Victor sucht zunächst seine Familie auf, lässt dann seinen Anwalt in die Villa kommen, den er beauftragt, seine Akte zu beschaffen.
Währenddessen macht sich Marion Raynaud, die Mitarbeiterin Carrés, auf die Suche nach dem verschwundenen Kommissar, und es gelingt ihr, seine Spur aufzunehmen, die in die Villa führt. Kancels Komplizen machen sich in der Zwischenzeit auf die Suche nach der Beute, die seit der Inhaftierung ihres Bosses verschwunden ist, und setzen ihrerseits den Kommissar brutal unter Druck. Bei dem finalen Schusswechsel, bei dem der Kommissar befreit wird, wird Victor Kancel schwer verletzt. Während des Verhörs ist dem Kommissar jedoch gelungen, Motive, Umstände und Hintergründe des Verbrechens herauszufinden.

## Zitat
Der Schauspieler Niels Arestrup sagte zu dem Film: „Das ist eine Schachpartie zwischen einem sehr erfahrenen Profi und einem Autodidakten. Das ist das Spannende, denn sie spielen mit verschiedenen Registern. Carré kennt die ganze Theorie, Kancel entspricht ein wenig dem Typ Bobby Fischer, er kommt mit überraschenden Zügen. Es ist ein Schachspiel, ein Lügen-Bluff-Poker.“

## Produktion und Veröffentlichung

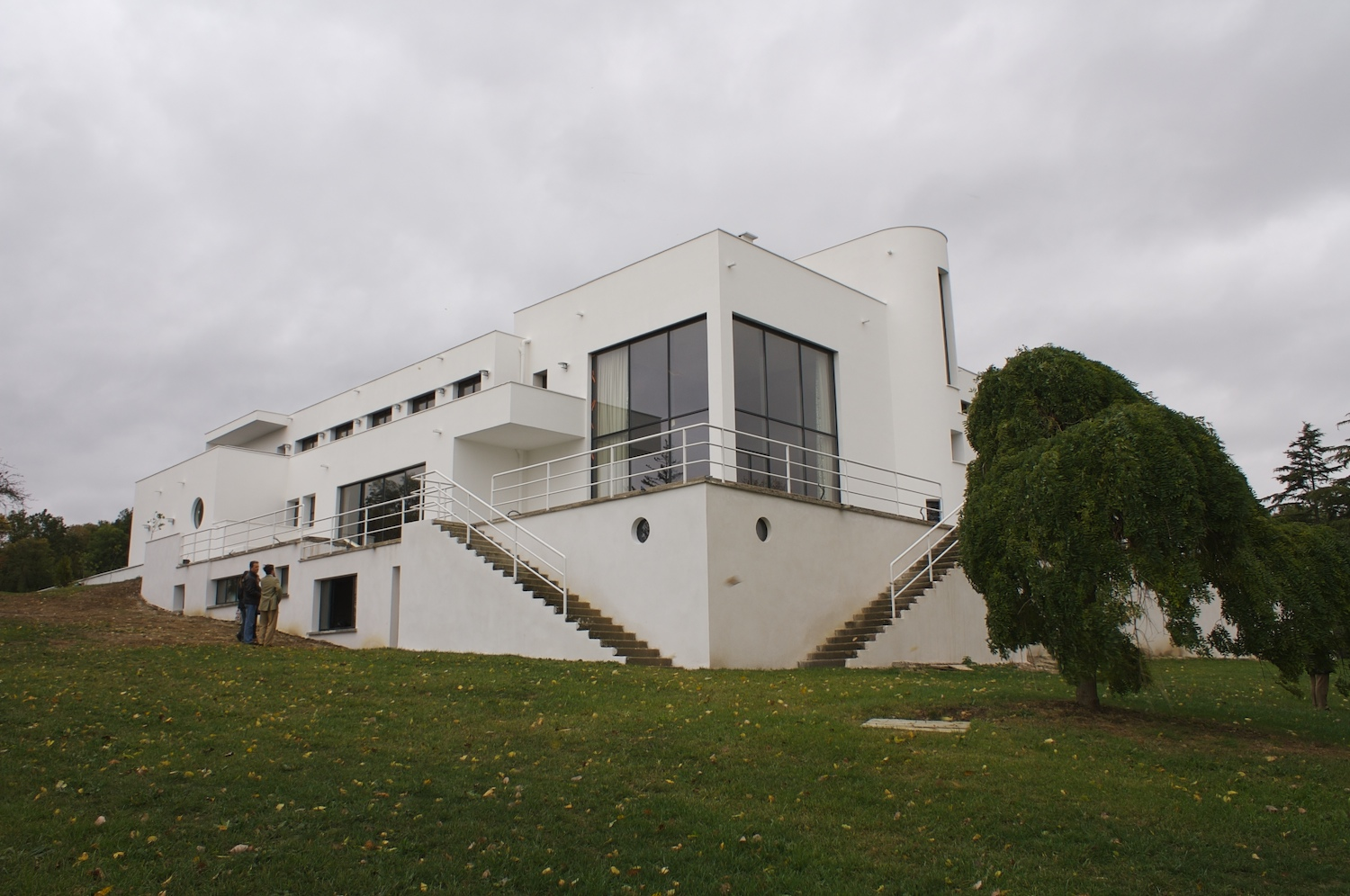
Villa Poiret in Mézy-sur-Seine

96 heures ist der fünfte Spielfilm von Frédéric Schoendoerffer und der erste, für den er nicht das Drehbuch geschrieben hat. Das Drehbuch schrieb der Krimi- und Drehbuchautor Philippe Isard unter Mitarbeit von Yann Brion und Simon Michael.
Drehort des Films war die Villa Poiret in Mézy-sur-Seine (Yvelines), nicht weit von Paris, die 1924/25 von dem amerikanischen Architekten Robert Mallet-Stevens erbaut worden ist, eine Grundfläche von über 1000 m² hat, und die zum Patrimoine architectural zählt.
Für Kameramann Vincent Gallot war es nach Switch der zweite Film, in dem er mit Schoendoerffer zusammengearbeitet hat. Gallot arbeitete mit einer Sony F 65 und phasenweise mit anamorphotischen Objektiven, die üblicherweise bei Cinemascope-Filmen eingesetzt werden und durch die, wie der Regisseur sagt, in dem Bild ein unglaublicher Weichzeichnungseffekt erreicht wird.
Das Budjet des Films belief sich auf 7 833 139 Euro.
Premiere des Films war am 5. April 2014 am Internationalen Krimi-Filmfestival von Beaune, am 23. April 2014 kam er in die französischen Kinos. In Frankreich floppte der Film an den Kinokassen, in Deutschland wurde er bisher nicht gezeigt. 2014 erschien bei ARP Selection eine DVD in französischer Sprache mit englischen und französischen Untertiteln.

## Kritik
Fred Teper, der Kritiker des französischen Filmportals Les croniques de cliffhanger lobt die herausragende Leistung der beiden Hauptdarsteller. Unter dem Kamera-Skalpell Schoendoerffers lieferten sich die beiden von Angesicht zu Angesicht ein Duell von höchster Spannung: Gérard Lavin, der Polizist, der trotz der Bedrohungen, denen er und seine Familie ausgesetzt sind, seine Schachzüge mit Raffinesse durchführe gegen einen Gangster übelsten Kalibers, verkörpert durch Niels Arestrup, ein zwiespältiger Charakter, der unerwartet menschliche Züge enthülle. Der Film habe genug Trümpfe, den Zuschauer in den Bann eines Gefechts zu ziehen, aus dem man nicht ohne Schaden herauskomme, so durchgerüttelt, als wäre man gerade dem Polizeigewahrsam entkommen. Weniger positiv sieht der Kritiker allerdings das Gesamtkonzept des Films, dem es nicht gelinge, Rhythmus und Spannungsbogen aufrechtzuerhalten.
Francetvinfo schreibt in einer Filmkritik, das Originelle an dem Film sei, dass hier die Rollen vertauscht sind, der Schurke verhört den Kommissar, ein packender Film, der seine Versprechen halte.